# Fritz Ganz
Fritz Ganz (* 20. Februar 1916 in Embrach; † 31. März 1992 ebenda) war ein Schweizer Radrennfahrer und Politiker (Sozialdemokratische Partei).

## Sportliche Laufbahn
Ganz war im Bahnradsport aktiv. Er war Teilnehmer der Olympischen Sommerspiele 1936 in Berlin. Im Tandemrennen wurde er mit seinem Partner Karl Burkhart gemeinsam mit Österreich auf dem 9. Platz klassiert.
Von 1964 bis 1967 war Ganz Vizepräsident. des Schweizerischen Rad- und Motorfahrerbundes.

## Berufliche und politische Laufbahn
Ganz war von Beruf Elektromonteur. Später wurde er Betriebsleiter des Elektrizitätswerks von Embrach.
Von 1943 bis 1970 war Ganz Gemeindeammann und Betreibungsbeamter in Embrach, danach bis 1986 Gemeindepräsident. Zugleich war er von 1963 bis 1974 Mitglied des Kantonsrats als Vertreter der Sozialdemokratischen Partei. In den Jahren 1971/72 war Ganz Kantonsratspräsident – in seiner Antrittsrede bedankte er sich für das Vertrauen, das ihm als Nichtakademiker, Handwerker und Bürger aus einfachen Verhältnissen entgegengebracht wurde. 1973 wurde er in den Nationalrat gewählt.
Zudem hatte er in den 1970er und 1980er Jahren Verwaltungsratsmandate mehrerer Elektrizitätsunternehmen inne.

«Ganz prägte die Gemeine [Embrach] in ihrer Entwicklung vom Dorf zur halbstädtischen Siedlung. Er setzte sich im Zeichen von Fortschritt und Integration für die Arbeiterschaft ein und trug durch Mitbegründung einer regionalen Kantonsschule zur besseren Chancengleichheit bei.»

## Familiäres
Sein Bruder Hermann Ganz war ebenfalls Radrennfahrer.